# Christianisme au Maghreb
Le christianisme en Afrique du Nord s'est implanté vers le IIe siècle et a été supplanté par l'islam à partir de la fin du VIIe siècle, jusqu'à sa disparition au XIIe siècle.
De nombreuses personnalités historiques originaires d'Afrique romaine furent chrétiennes, telles que Tertullien, Sainte-Monique, Arius, Saint-Augustin, Marcellin d'Embrun, Victor Ier, Donatus Magnus, Vincent de Digne, Cyprien de Carthage, ou encore le pape Miltiade.
De nos jours, l'islam est la religion d'État de tous les pays maghrébins. La liberté de religion est de ce fait limitée selon des degrés qui varient en fonction des législations nationales. Bien que la proportion de chrétiens soit faible au Maghreb, il s'y trouve des communautés chrétiennes de différentes confessions.

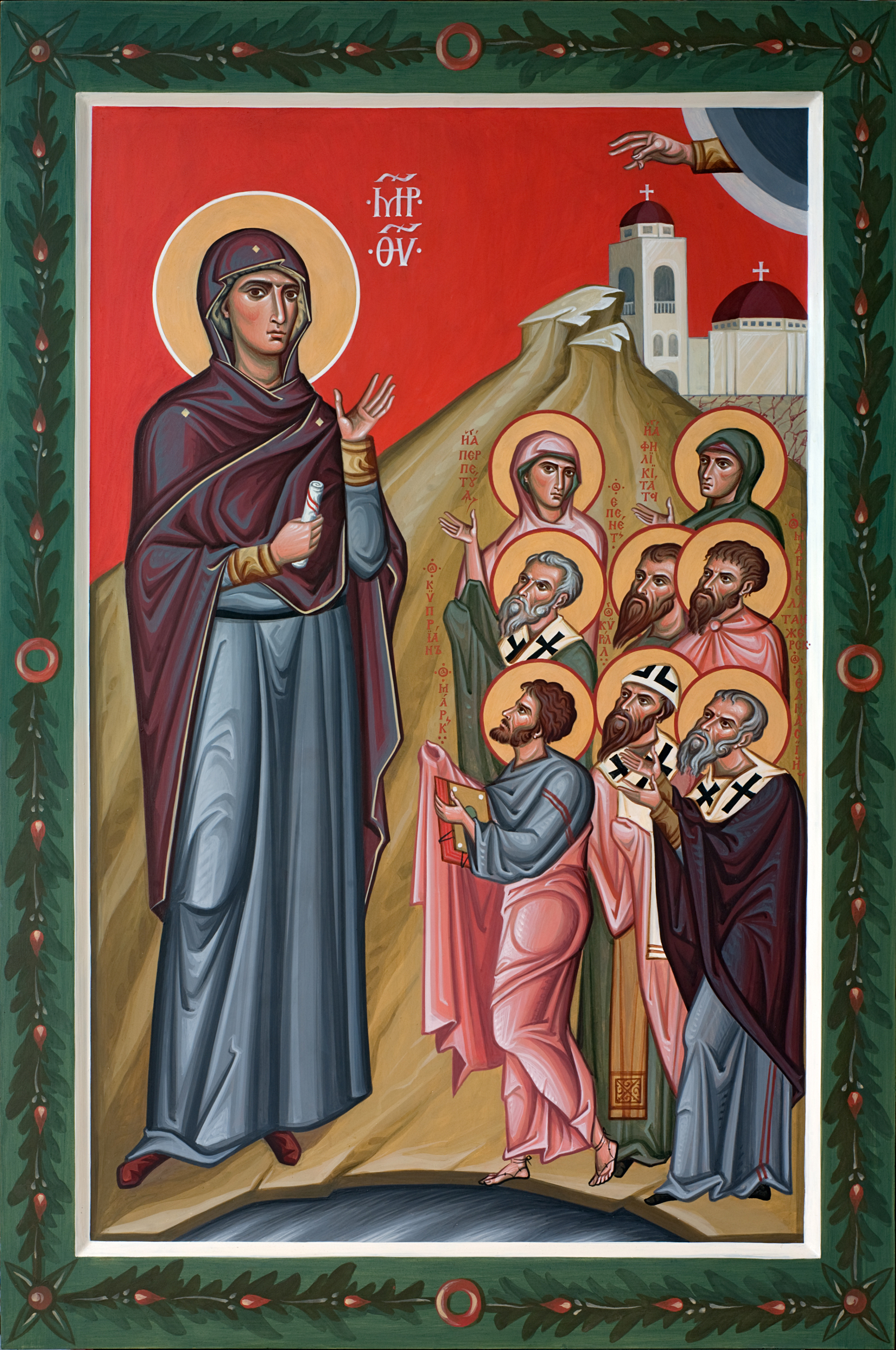
Icône à l'Église orthodoxe russe de Rabat représentant Marie, la Mère de Dieu selon l'Église orthodoxe avec les Saints de l'Afrique du Nord : Marc, Epénète et Cyprien de Carthage, Perpétue et Félicité, Athanase et Cyrille d'Alexandrie, Marcel de Tanger.

## Histoire

### En Afrique romaine

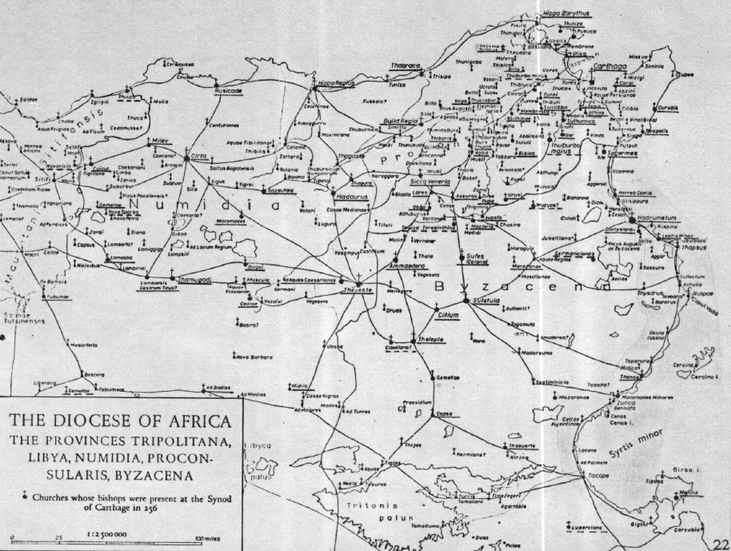
Carte des évêchés africains en 256.

Selon l'historien Claude Lepelley, le christianisme occidental latin est né en Afrique du Nord. Au milieu du IIe siècle, les communautés chrétiennes y étaient déjà très nombreuses et dynamiques. Au IVe siècle, l'Afrique vit la naissance d'Augustin d'Hippone, (actuelle Annaba, Algérie) père de l'Église dont la pensée devait avoir une influence déterminante sur le christianisme au Moyen Âge et à l'époque moderne.
Faute de documentation assez complète, il est difficile de reconstituer les étapes et les lieux de diffusion qui ont précédé la conversion des populations locales au christianisme dans les provinces africaines. De plus, ce sont essentiellement les sources chrétiennes — notamment celles de Tertullien — qui permettent de retracer l’histoire de l'Église africaine au IIIe siècle. Au-delà, la majorité de sources de l'époque sont carthaginoises. Cependant, Paul-Albert Février a pu montrer, en s'appuyant sur les témoignages épigraphiques, le dynamisme du christianisme en Maurétanie.
On situe l’apparition en Afrique des premiers chrétiens avant l’an 180. Les Actes des martyrs scillitains sont le premier document qui nous permet d'appréhender le christianisme en Afrique. Il s'agit du procès-verbal de la comparution, le 17 juillet 180, d'une dizaine de chrétiens d'une bourgade d'Afrique proconsulaire non-localisée devant le proconsul d'Afrique.
L’histoire des débuts du christianisme en Afrique est étroitement liée à la personne de Tertullien. Né de parents païens, il entre dans la communauté chrétienne de Carthage vers 195 et devient proche de l’élite municipale, qui saura le protéger contre la répression des autorités. Ayant reçu la prêtrise, il s’emploie dans ses premiers écrits à lutter pour que l'Église chrétienne soit reconnue officiellement par l’Empire.
On peut parler, à la suite de Tertullien, de « christianisme africain » tant ce dernier adopte un caractère spécifique, se faisant remarquer par son intransigeance. Afin de progresser en nombre et de s’ancrer dans la vie populaire nord-africaine, la doctrine chrétienne à travers les écrits de Tertullien cherche à s’émanciper de toutes les institutions païennes qui structurent la société romaine de l’époque. Il faut voir dans ce travail d’écriture plus une transcription et une mise en valeur des problèmes spécifiques d’une nouvelle communauté que la volonté d’un homme d’imposer à de fervents croyants une doctrine.
Les chrétiens refusent donc de participer aux nombreuses cérémonies fondant la vie civique. Dans son œuvre De l’idolâtrie, Tertullien précise la nature des activités déconseillées aux chrétiens : ils doivent, pour les plus riches, refuser de participer à la vie politique de la cité en tenant un quelconque poste, refuser tout métier agricole qui pourrait fournir des produits et animaux aux séances de sacrifices. Les chrétiens ne doivent pas non plus exercer le professorat qui les obligerait à enseigner les mythes et cultes païens.

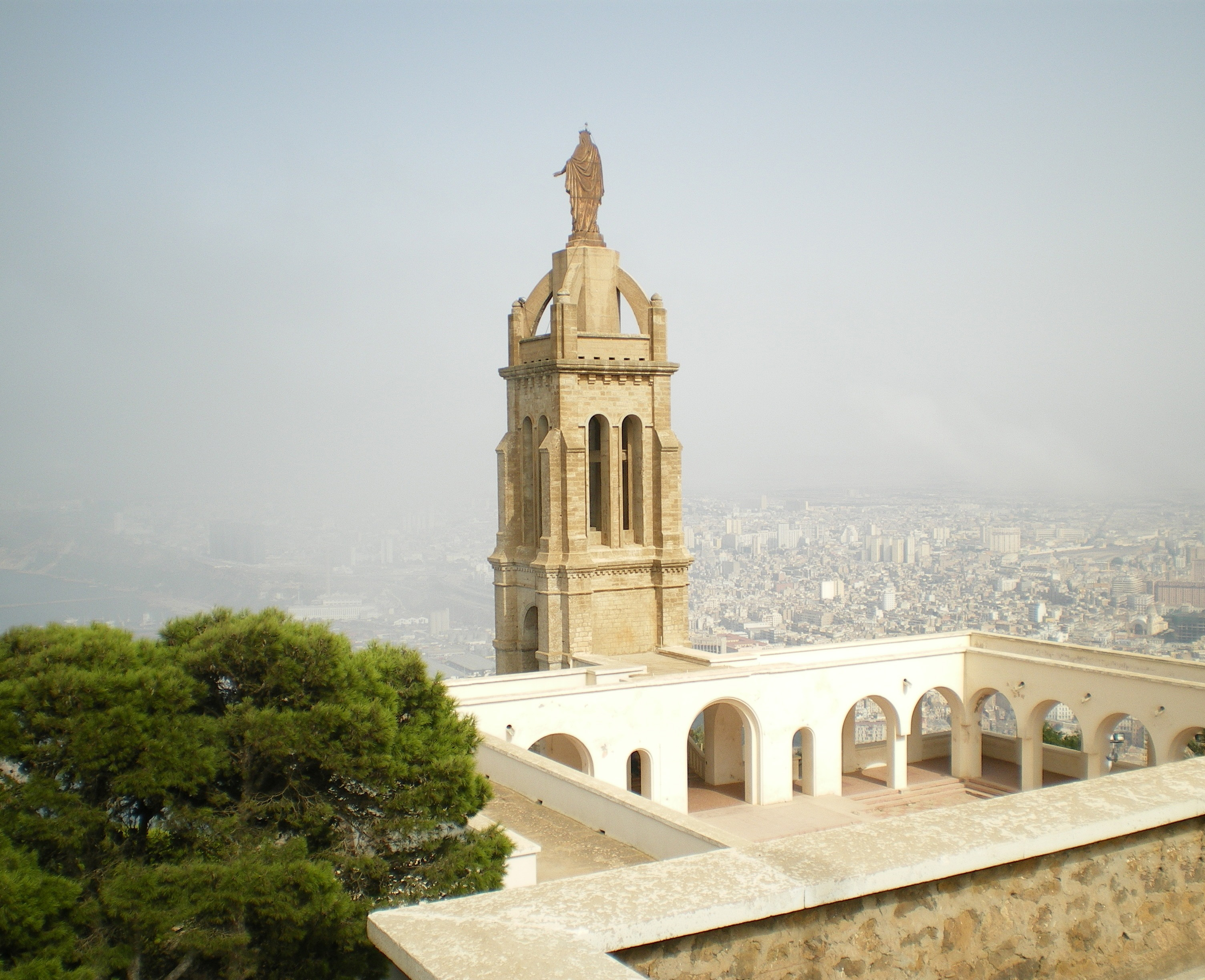
Chapelle Santa Cruz, Oran.

Mais ce qui sépare et oppose le plus les autorités romaines et la communauté de chrétiens, c’est sans aucun doute le fait que ces derniers refusent de servir l’armée de l’Empire. Tertullien souligne la difficulté de concilier le serment militaire avec celui prononcé lors du baptême. Outre l’omniprésence des rites païens dans la vie militaire, le plus grand dilemme pour les chrétiens est la probabilité de tuer des adversaires pendant les combats, chose incompatible avec le message de la vie du Christ : c’est une transgression du sixième commandement.

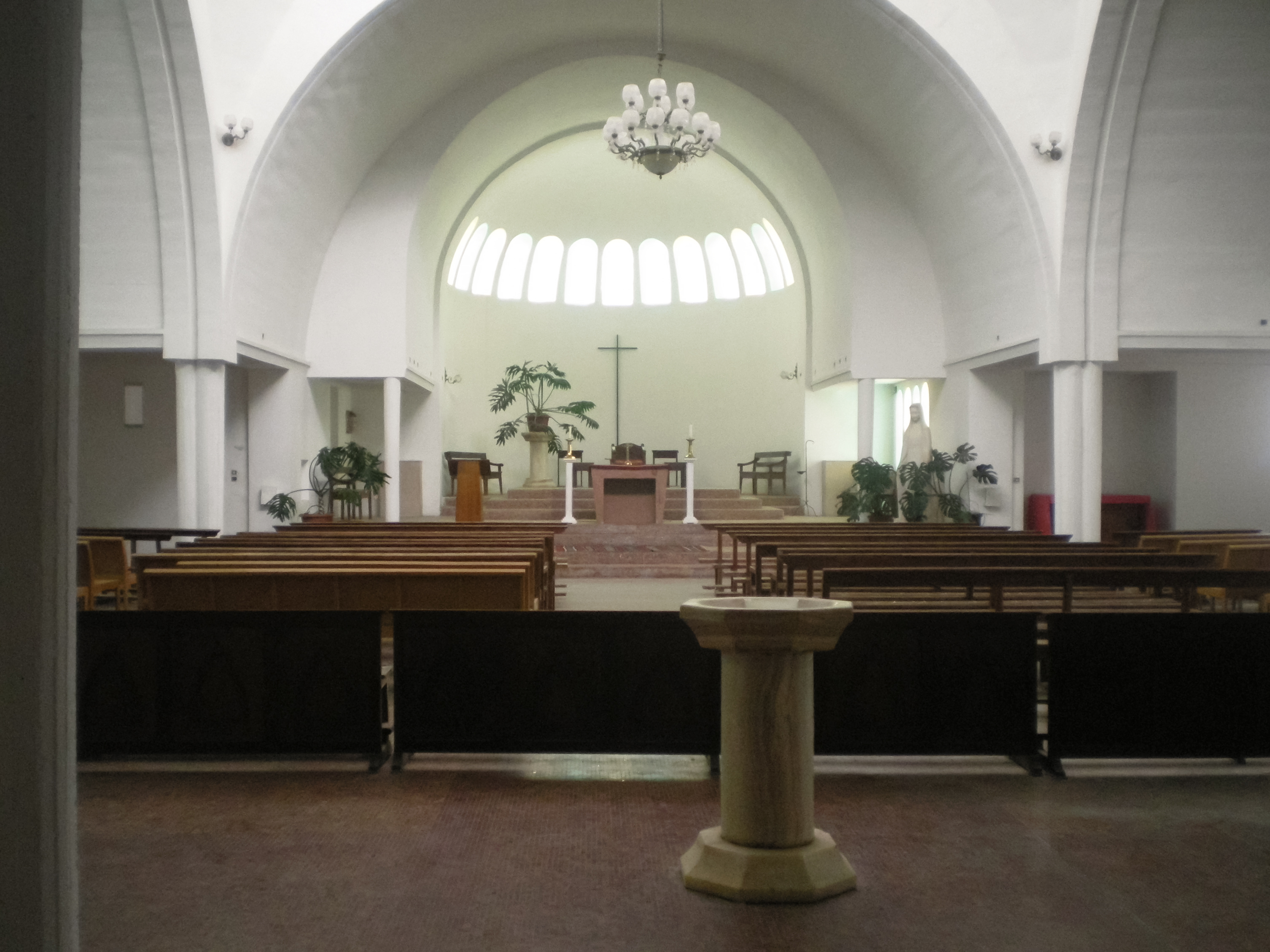
Chapelle Santa Cruz, Oran.

Ce choix politico-religieux a été à l’origine de persécutions parfois violentes ; les chrétiens étant accusés de mettre en péril la cité quand leur refus de service militaire se faisait pendant une période qui nécessitait un besoin accru de soldats. Il a amené des sanctions qui ont parfois été jusqu’à la mise à mort, créant la situation de martyr très spécifique à la religion chrétienne. La multiplication des martyrs, de leurs cultes et de leurs récits, comme le martyre de Perpétue et Félicité, fut l'un des traits marquants du christianisme africain.
Tertullien lui-même parle de la souffrance et du martyre comme issue vers le salut. Le martyre devenait un acte de résistance et de mémoire, inscrit dans un calendrier commémoratif, base du calendrier chrétien.

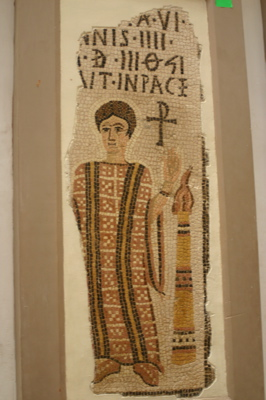
Mosaïque chrétienne au musée national du Bardo.

À travers cette base doctrinale stricte et parfois difficile à vivre au milieu d'une population qui ne comprend pas la plupart du temps les choix des chrétiens, Tertullien cherche à éviter à sa communauté de se mélanger aux rites et coutumes païens afin de garder toute sa spécificité. Pour autant, il ne veut pas s’éloigner de la vie de la cité, encore moins de celle de l’Empire. Il aime l’Empire et est convaincu de ses bienfaits dans les provinces africaines.
La doctrine chrétienne qui a pris pied en premier lieu sur les côtes africaines s’est développée par la suite à l’intérieur des terres. Si l'on ne situe pas précisément la ville dont sont originaires les martyrs scillitains (Scillium, Scillitium, dans la région de Carthage, aujourd'hui Kasserine), ceux de M'daourouch (Madaure), Miggin et Namphamon, sont attestés à la même époque : les chrétiens connaissent leurs premiers martyrs dans un contexte politico-religieux en constante évolution.
Le IIIe siècle connaît une fragilisation importante des fondements religieux du pouvoir impérial. Censé être protégé des dieux, le mythe de l’empereur qui se situe au-dessus des hommes est remis en doute par les païens, en particulier après la mort de Dèce au combat, en 251. Les coupables sont vite trouvés : par leur impiété, les chrétiens sont accusés d’avoir provoqué la colère des dieux.
Dèce lui-même avait déjà instauré cette notion de « bouc émissaire » pendant ce qu’on appelle la « persécution de Dèce », de 249 à 251. La persécution romaine, la première attaque officielle contre l'Église africaine, est entérinée par un édit promulgué dès 249 qui oblige les chrétiens à prier pour le salut de l’empereur, et à offrir des sacrifices ou des libations.
Cette nouvelle donne met les chrétiens devant un choix crucial. Plusieurs attitudes sont relevées : si certains et se plient à l’édit de l'Empereur, allant jusqu’à offrir des sacrifices aux idoles ; d’autres pour qui il est inconcevable de renier l’Évangile préfèrent fuir ; d’autres encore choisissent de résister ouvertement, mettant alors leur vie en péril.
L’autorité romaine en formulant cet édit a divisé la communauté chrétienne. Ceux qui ont cédé aux demandes de Dèce et ont participé aux supplications — les lapsi — se voient très mal accueillis par les « résistants » quand vient l’heure de leur réintégration. Les évêques qui ont « péché » sont pour la plupart pardonnés mais se voient refuser le retour à leur fonction. La persécution a engendré une telle crise au sein de l'Église africaine que le concile de Carthage propose, en 256, de rebaptiser les fauteurs. Il se heurte là à l’évêque de Rome pour qui ce double baptême est inconcevable. (Voir aussi donatisme)
Après une brève période de calme, les persécutions des chrétiens recommencent en 257 sous l’impulsion de Valérien. Ce sénateur romain, proche des élites hostiles au christianisme, emploie une nouvelle tactique pour affaiblir les chrétiens. Il décide de couper l’élite chrétienne de sa base. Les gouverneurs de province ont pour ordre d’exiler tout évêque ou clerc qui refuserait de s’adonner aux rites sacrificatoires. Ainsi saint Cyprien, évêque de Carthage et grande figure du christianisme africain, est mis en exil ; d’autres sont condamnés aux mines. La persécution devient sanglante un an plus tard quand Cyprien et d’autres clercs, victimes des nouvelles mesures romaines, sont condamnés à mort et décapités.
Il faut attendre la mort de Valérien en 260 pour que le calme règne à nouveau en Afrique. Son fils Gallien se montre beaucoup plus tolérant : il arrête les poursuites contre les chrétiens et promulgue un édit de tolérance qui débute la période de la Petite paix de l'Église. Cette cohabitation pacifique permet à l’Église africaine de se développer dans les provinces et d’augmenter le nombre de ses fidèles.

### Royaume berbère chrétien
Le royaume d'Altava était un royaume berbère chrétien indépendant situé sur l'ancienne province de Maurétanie césarienne qui a existé du Ve siècle à la conquête de la région par les musulmans vers 708.
Les vestiges de la cité romaine d’Altava se trouvent à une trentaine de kilomètres à l’est de Tlemcen. La route nationale no 7 (de Relizane à la frontière du Maroc) passe au nord de son enceinte en écornant légèrement son angle nord-est ; la voie ferrée d’Oran au Maroc passe exactement au milieu des ruines, où la gare est bâtie, ce qui interdit des fouilles éventuelles en cet endroit.
Le Royaume d'Altava connut divers royaumes et principautés berbères, numides puis maures qui se succédèrent au cours des siècles. En 40 de l’ère chrétienne la Maurétanie est, en principe, annexée à l’Empire romain mais l’occupation n’est pas totale et ne le sera jamais.

### Conquête musulmane
À la suite de la conquête de toute l'Afrique du Nord par les Omeyyades, à la fin du VIIe siècle, l'islam prend peu à peu la place du christianisme. Dans le nouvel ordre musulman, les chrétiens et les juifs ont un rang de dhimmi. Selon les dynasties, certains les poussent à se convertir à l'islam, à émigrer ou à mourir. D'après Richard W. Bulliet, la grande période des conversions s'étendrait entre 800 et 1000 en Ifriqiya. Cette estimation est à relativiser d'après d'autres historiens car elle n'est représentative que d'une partie de l'élite, à savoir celle parvenue à la postérité, et non de l'ensemble de la société.
Le christianisme semble s'être maintenu jusqu'au XIIe siècle, comme en témoignent les historiens arabes Ibn 'Abd al-Hakam, au IXe siècle, Al-Bakri, qui mentionne l'existence au XIe siècle, d'une église à Tlemcen et les ruines d'une autre à Alger, et plus tard Ibn Khaldoun attestent la présence de chrétiens parmi les Berbères. La présence d'un nombre important de stèles funéraires chrétiennes datés du XIe siècle, comme à Kairouan, l'existence d'une basilique consacrée à saint Pierre à Sicca Veneria, l'usage par les Berbères d'un dialecte roman (al latini al afariqui) à la même époque, la persistance des pèlerinages sur le tombeau de saint Cyprien corroborent leur témoignage.
En effet, plusieurs villes maghrébines possèdent leurs propres églises. Par exemple, celle de Kairouan, édifié par un certain Qustas, est attesté en 792. D'autres communautés sont attestés à Tunis, Béjà, à Bougie, à Kalâa des Béni Hammad, à Tahret ou à Tozeur. En 1053, les lettres de Léon IX signalent cinq évêques, dont ceux de Carthage et de Gummi (Mahdia). Dans le XIe siècle et le XIIe siècle, des chrétiens figurent parmi les agriculteurs du Sahel. Les Églises nord-africaines ont d'ailleurs été divisées par des luttes intestines en raison des hérésies, comme l'atteste un schisme qui a divisé les évêques des provinces d'Afrique vers 890. En même temps, l'extrême Maghreb, qui correspond à la Maurétanie tingitane, semble avoir vécu une islamisation plus intense dès les premiers temps de la conquête.
C'est après 1050 et les invasions hilaliennes que l'extinction du christianisme en Afrique du Nord s'accélère pour s'achever pratiquement au XIIe siècle almohade, dans un processus de conversions forcées à l'initiative du calife Abd al-Mumin. Ainsi le dernier des évêques de la région est celui de Carthage, dont la dernière trace remonte à l'an 1076. L'Église survit jusqu'à la prise de Tunis par Abd al-Mumin en 1159, qui oblige les chrétiens à choisir entre la conversion ou la mort,. À Mahdia, la communauté survit un certain temps malgré les appels à la conversion. En effet, le calife redoutait encore Roger II et avait peur d'éventuelles représailles.
À la fin du XIIe siècle, Abu Yusuf Yaqub al-Mansur affirme qu'il ne restait plus de chrétiens dans son empire, qui couvrait tout le Maghreb.

### Colonisation française

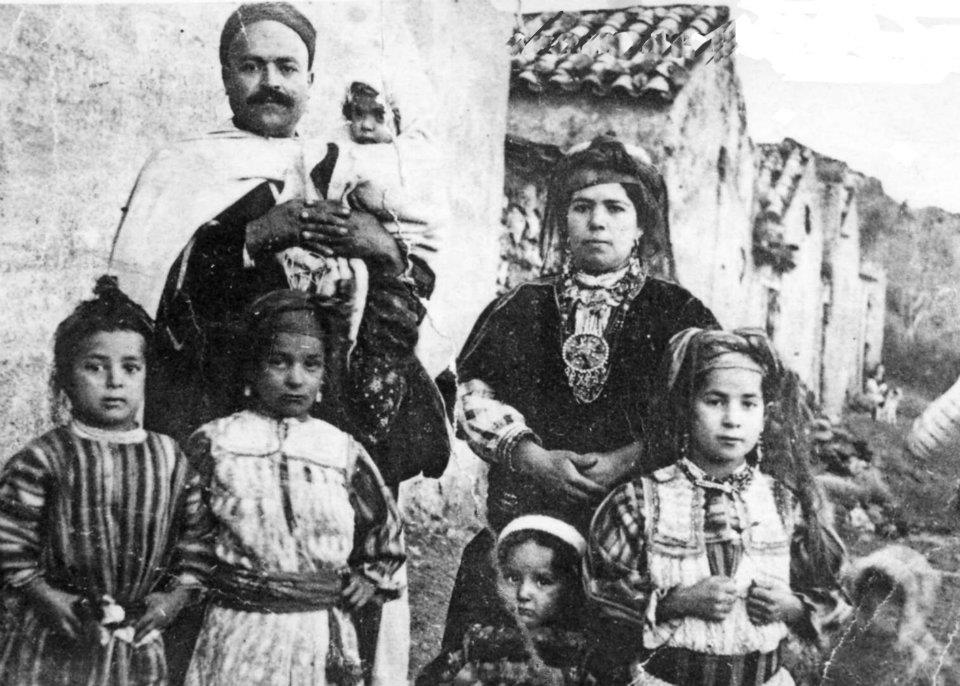
Famille chrétienne de Grande Kabylie (Algérie).

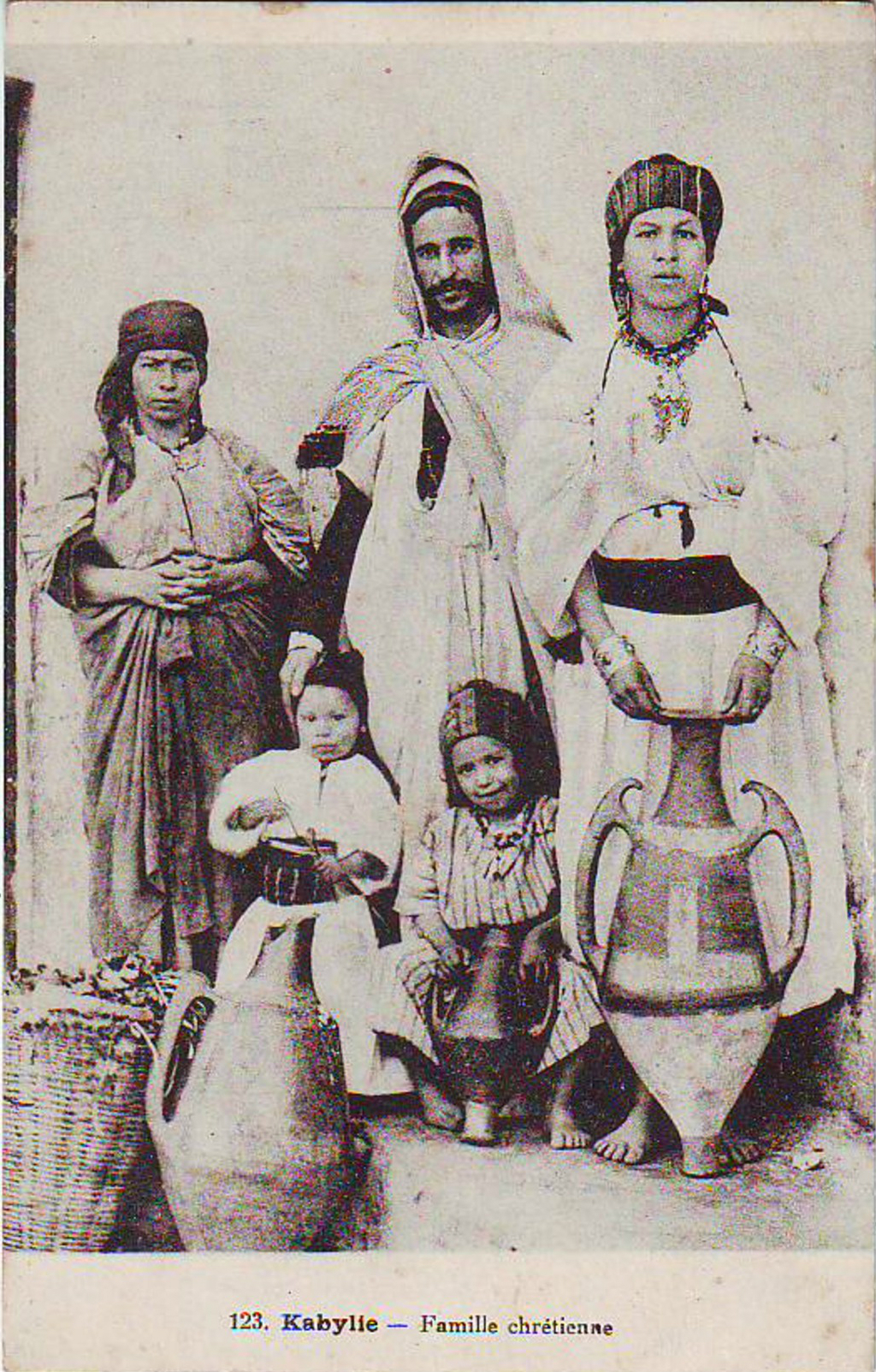
Famille chrétienne de Grande Kabylie (Algérie).

La colonisation française en Afrique du Nord était une colonie de peuplement qui n'avait au début aucun but prosélyte : elle n'avait pas pour objectif de convertir les musulmans au christianisme et les autorités cherchèrent le plus souvent à éviter les heurts entre communautés religieuses juives, musulmanes et chrétiennes. Ainsi, au Maroc, Hubert Lyautey édicte en ce sens un certain nombre de règles toujours en vigueur. La question de la nationalité s'est posée avec le décret Crémieux applicable à l'Algérie, qui accordait la nationalité française aux indigènes juifs, voire aux musulmans à condition de renoncer à leurs tribunaux religieux.
Cependant, de nombreux missionnaires ont l'occasion, grâce à elle, de se rendre en Afrique du Nord. Charles de Foucauld, ermite au Sahara, en est une figure emblématique. Charles Lavigerie fonde les missionnaires d'Afrique à Alger. De plus, la colonisation entraîne l'édification de nombreuses églises dans les nouvelles villes et nouveaux villages de colons, ainsi que dans les villes plus anciennes (comme Notre-Dame d'Afrique à Alger ou Saint-Vincent-de-Paul à Tunis, ou à Oran) qui sont destinées à l'usage des colons français, italiens ou espagnols.

## Christianisme auXXIesiècle
Au cours du XXIe siècle, les conversions au christianisme, dans sa branche  évangélique, se sont multipliées suscitant des controverses au sein des sociétés marocaines, algériennes et tunisiennes et des autorités,.
Les conversions au christianisme sont accompagnées de persécutions, ou du moins de rejet, parce qu'elles sont considérées comme des trahisons à plusieurs égards,. Certains y voient le fruit de manipulations des États-Unis : selon eux, l'émergence d'une minorité chrétienne légitimerait l'ingérence des États-Unis dans la politique de leur pays. D'autres pensent que c'est l'ignorance ou l'attrait d'un visa qui poussent à se convertir. Il ne faut pas oublier non-plus que l'apostasie est interdite dans l'Islam, théoriquement sous peine de mort. Cette peine capitale n'a été levée au Maroc qu'en 2017.
Quelles que soient les motivations de ces conversions, certains aspects des modèles socio-religieux des pays d'Afrique du Nord sont mis en question : en particulier, la place des autres religions et leur relation avec l'islam. En outre, on peut voir dans ces conversions un effet de la mondialisation et de l'ouverture du monde qui alimente les échanges marchands mais également culturels.

### En Algérie

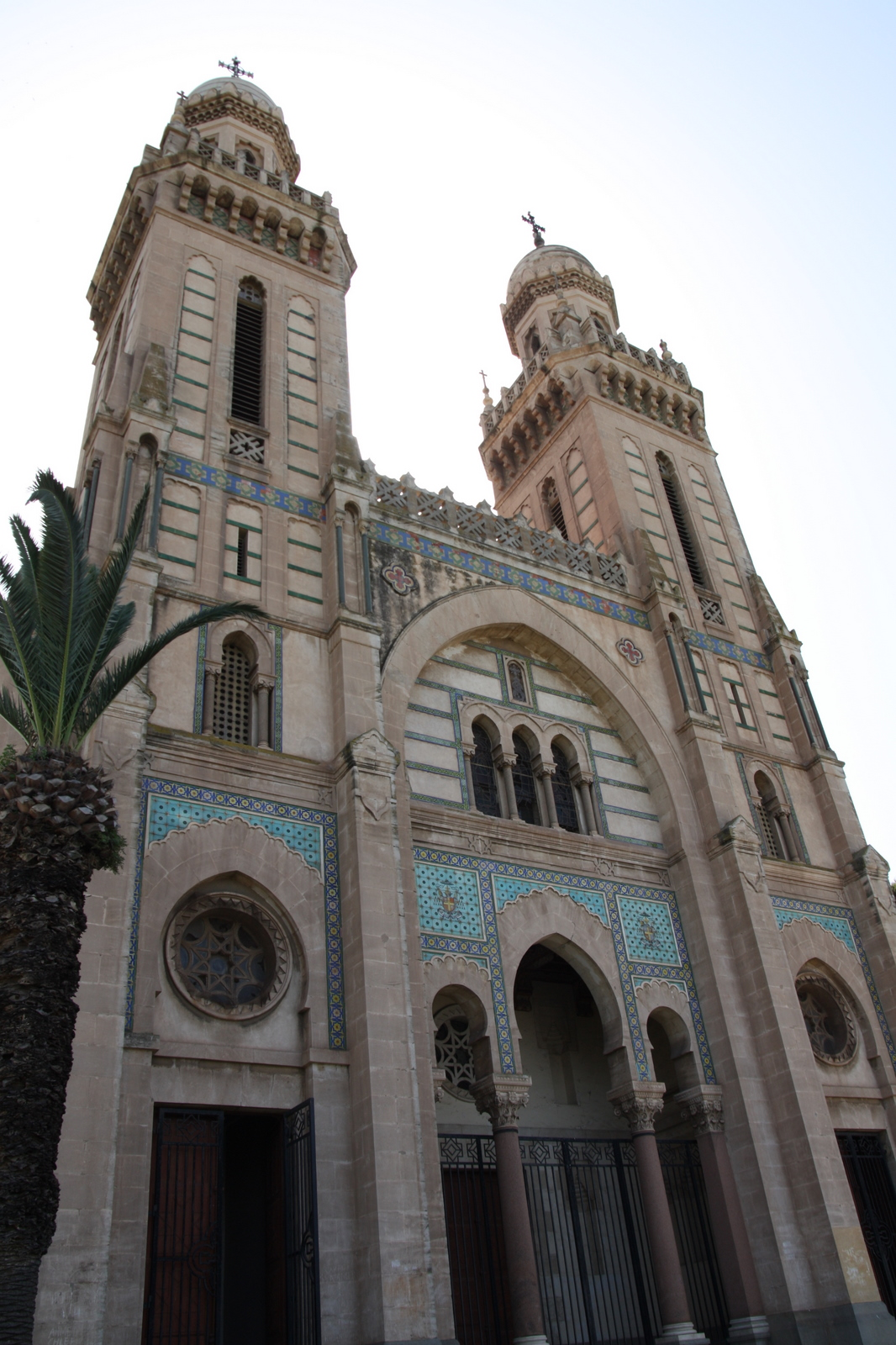
Basilique Saint-Augustin, à Annaba, en 2009. Rénovée en 2013.

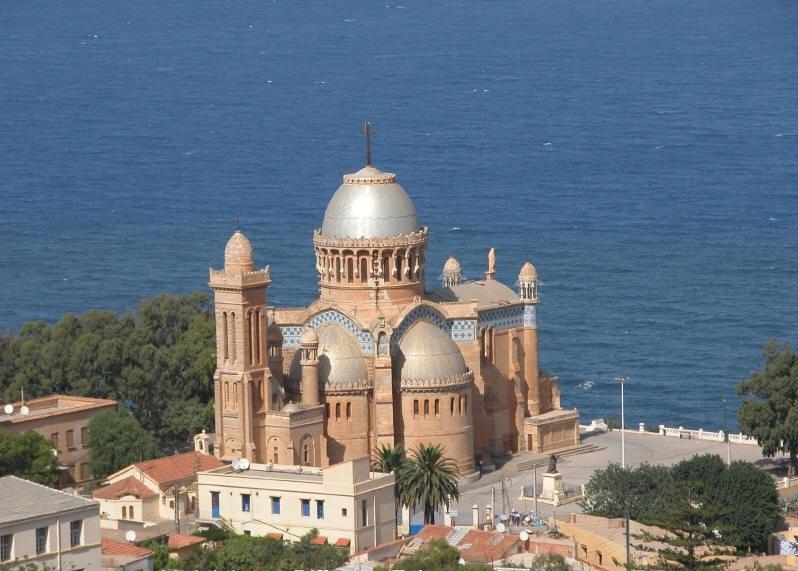
Basilique Notre-Dame d'Afrique vue du ciel, Alger.

#### Chiffres
Le pourcentage de chrétiens en Algérie est une question qui suscite le débat. Il était officiellement de 0,06 % en 2002 selon le gouvernement algérien. Il serait aujourd'hui d'environ 0,7 % de la population totale algérienne (d'après l'ONU et des organismes chrétiens), soit jusqu'à 70 000 chrétiens, surtout des catholiques vivant à l'ouest et à Alger. Les Églises protestantes d'Algérie avançant le chiffre de 50 000 fidèles en 2008, mais le ministère des Affaires religieuses parle de 50 000 chrétiens dans le pays, essentiellement catholiques. D'autre part, en 2002 l'ONU dénombrait 100 000 catholiques et de 50 000 à 20 000 protestants dans le pays. Quant au World Factbook de la CIA, il estime dans qu'il y aurait 1 % de chrétiens et de juifs en Algérie. Selon la direction régionale des affaires religieuses, il y aurait environ 2 500 nouveaux convertis en Kabylie.

#### Catholicisme
Le diocèse catholique d'Algérie est établi en 1838 avec la colonisation de l'Algérie par les troupes françaises. Tout prosélytisme auprès des musulmans est prohibé pendant longtemps et le rôle de l'Église catholique est cantonné à des actions de charité (voir l'article concernant les missions catholiques aux XIXe et XXe siècles).
Au début du XXe siècle, on estime à environ un million le nombre de catholiques en Algérie : essentiellement des colons d'origine européenne, ainsi que quelques personnes d'origine berbère ou arabe, comme l'écrivain Jean Amrouche, né en Kabylie. Elle a été, en effet, une des rares régions où une politique d’évangélisation ait été menée durant la colonisation, surtout à la fin du XIXe siècle, à l’initiative de Mgr Lavigerie (1825-1892), archevêque d’Alger de 1867 à 1892. Cependant elle a connu un échec relatif.
Aujourd'hui, l'Église catholique est organisée en Algérie en quatre diocèses : Alger, Constantine, Laghouat-Ghardaïa (Sahara) et Oran.
Par ailleurs, les jésuites sont présents à Alger et à Constantine depuis 1840 et encadrent aujourd'hui deux services à Alger : le Centre culturel universitaire (CCU), qui est une bibliothèque universitaire, et la maison des Exercices spirituels, dite de Ben Smen, qui est un lieu de prière et de recueillement.

#### Protestantisme
L’Église protestante d'Algérie (EPA) est fondée en 1972 par l'union de plusieurs églises réformées déjà présentes dans le pays. Dans les années qui ont suivi la fondation de l’organisation, certaines églises néo-évangéliques, n’ayant pas les mêmes croyances que l’EPA, se seraient affiliées à l’organisation afin de bénéficier de son autorisation, mais leur dynamisme dans l’évangélisation a inquiété les autorités.
En mars 2008, le gouvernement algérien a ordonné la fermeture de 13 chapelles protestantes dans le pays, toutes situées en Kabylie, 11 d'entre elles se trouvant à Tizi-Ouzou.

#### La législation religieuse
La constitution algérienne garantit à tous les citoyens une liberté du culte, et l'État en assure la protection. Les imams, prêtres et rabbins dépendent du ministère des Cultes et sont rémunérés par l’État algérien. Le gouvernement contribue au financement des mosquées, des imams et de l'étude de l'islam dans les établissements scolaires. L’enseignement de la charia (les lois de la religion islamique) est devenu depuis septembre 2005 obligatoire dans toutes les filières du secondaire. En outre, le gouvernement a intensifié le contrôle de l'enseignement religieux scolaire, des prêches dans les établissements religieux et l'interdiction de la distribution d'ouvrages religieux faisant la promotion de la violence.
La liberté de culte, pleinement applicable au culte musulman, s'accompagne de certaines restrictions pour les autres cultes, comme la prohibition du prosélytisme ou encore l'obligation d'une autorisation de prêcher par l'autorité religieuse agréée par les autorités algériennes. Ces restrictions apportées par la loi de 2006 ont conduit à de nombreux procès et condamnations: prêtre condamné pour avoir célébré une messe en février 2008 (procès en appel), une condamnation pour transporter des Bibles en mars, des peines de prison et d'amendes pour « pratique illégale d'un culte non-musulman » en juin,. Le ministre des Affaires religieuses et l'Association des oulémas musulmans algériens accusent des évangélistes étrangers d'avoir contribué à ces conversions. Ainsi, le gouvernement justifie ces actions comme une lutte contre la coercition et le chantage. D'ailleurs, ces mêmes restrictions s'appliquent à l'islam ajoute-t-il.

### Au Maroc

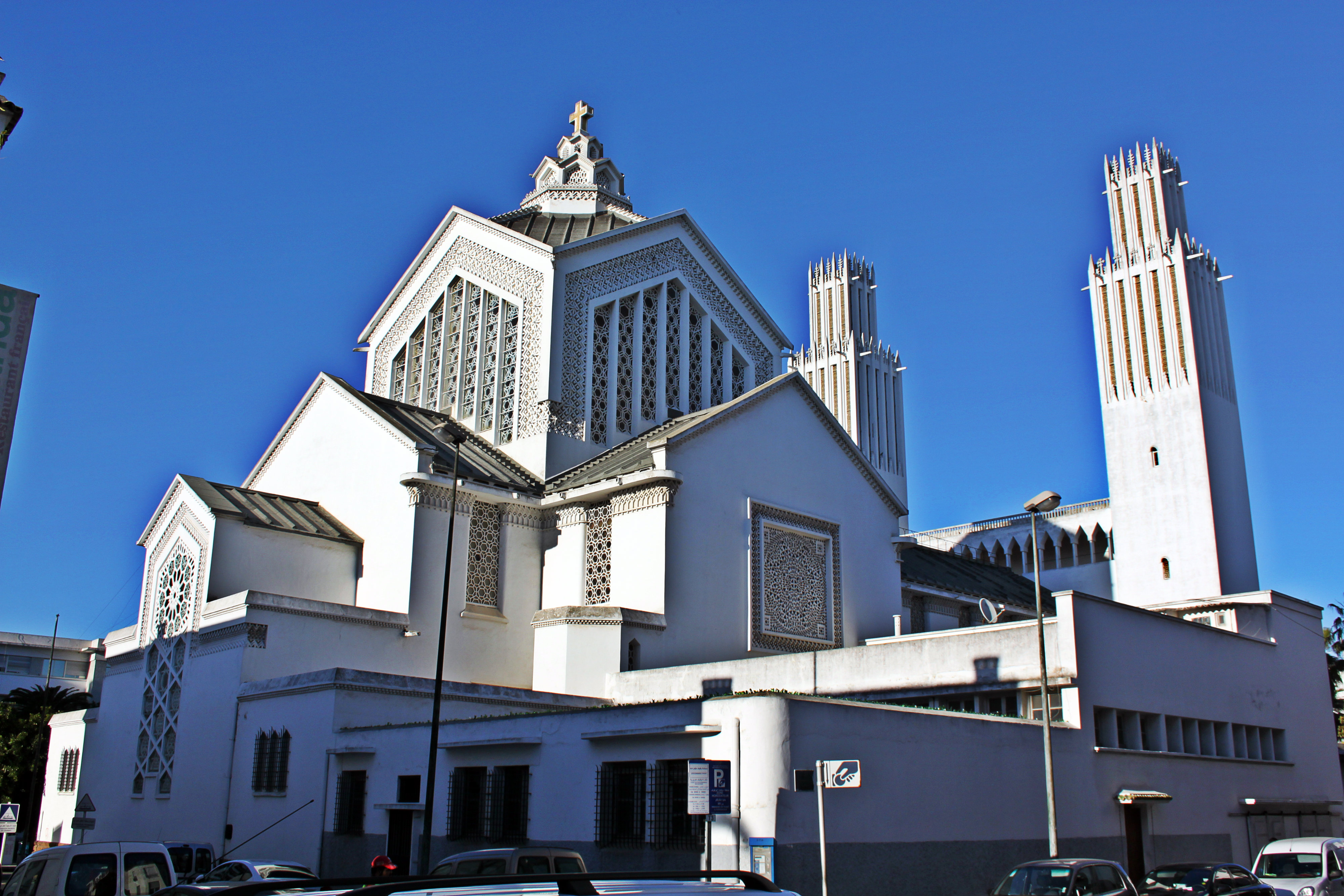
Cathédrale Saint-Pierre de Rabat.

D'après la World Christian Database du Centre pour l'étude du christianisme mondial, en comparaison aux chiffres de 1985, le christianisme est la religion dont le taux de croissance au Maroc est le plus élevé. En son sein, le catholicisme (-0,28 %), l'orthodoxie (-0,94 %) mais surtout l'anglicanisme (-1,71 %) baissent en nombre d'adhésions. Ces confessions sont surtout le fait d'étrangers. Par contre, les chrétiens indépendants (protestants évangéliques en général) connaissent une croissance (environ 84 000 adhérents soit une augmentation de 3 % en 2005) vis-à-vis des autres dénominations suivies par les protestants plus classiques (+1,41 %). Ils représentent ainsi 73,11 % du christianisme marocain.

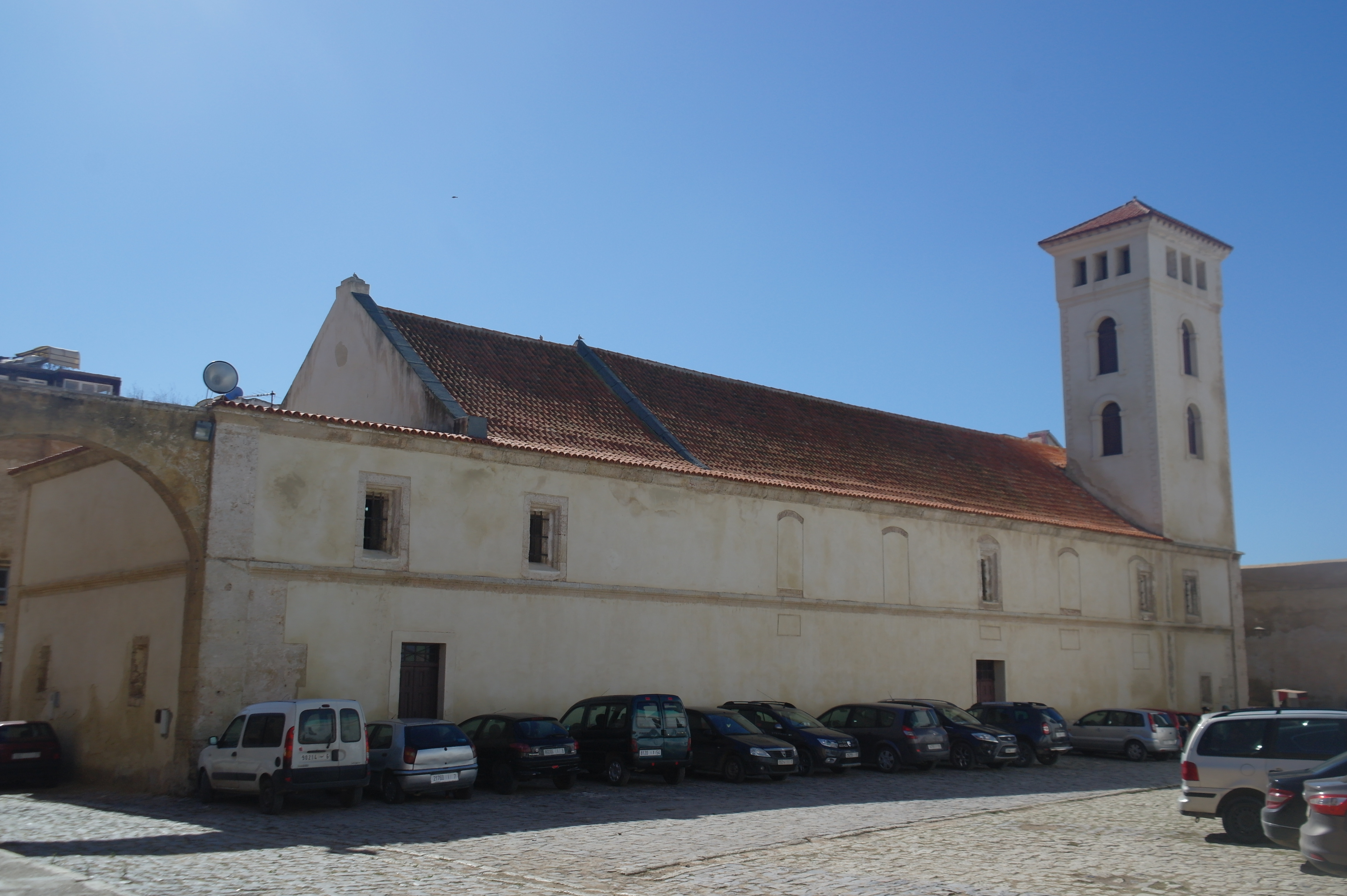
Église Saint-Bernard d'El Jadida, catholique, à El Jadida.

Les chrétiens dits « marginaux » (Témoins de Jéhovah ou mormons) connaissent un faible taux de croissance (+0,41 %), mais globalement on remarque que les chrétiens indépendants augmentent le plus vite en nombre sur toutes les affiliations spirituelles, religieuses ou philosophiques au Maroc, pour être suivis par les athées (+2,51 %), les baha'is (+2,26 %), les « non-religieux » (+1,75 %) et enfin les musulmans classiques (+1,72 %).
Les conversions au christianisme (dont le nombre est difficile à évaluer) sont surtout le fait de relais médiatiques évangéliques (souvent sur internet), comme l'émission du frère Rachid très suivie. Le prosélytisme non-musulman ciblant un ou des musulmans est interdit au Maroc et les Églises reconnues par l'État marocain, comme l'Église catholique, adoptent une position de neutralité qui motive peut-être l'intérêt des convertis envers les Églises évangéliques considérées comme plus entreprenantes, comme l'Église évangélique au Maroc. D'ailleurs, l'article 220 du code pénal marocain dispose :
« Est puni d'un emprisonnement de 6 mois à 3 ans et d'une amende de 100 à 500 dirhams, quiconque emploie des moyens de séduction dans le but d'ébranler la foi d'un musulman ou de le convertir à une autre religion, soit en exploitant sa faiblesse ou ses besoins, soit en utilisant à ces fins des établissements d'enseignement, de santé, des asiles ou des orphelinats. En cas de condamnation, la fermeture de l'établissement qui a servi à commettre le délit peut être ordonnée, soit définitivement, soit pour une durée qui ne peut excéder 3 ans. »
Parmi les marocains convertis au christianisme évangélique, on peut citer le frère Rachid qui vit aujourd'hui en Égypte.

### En Tunisie

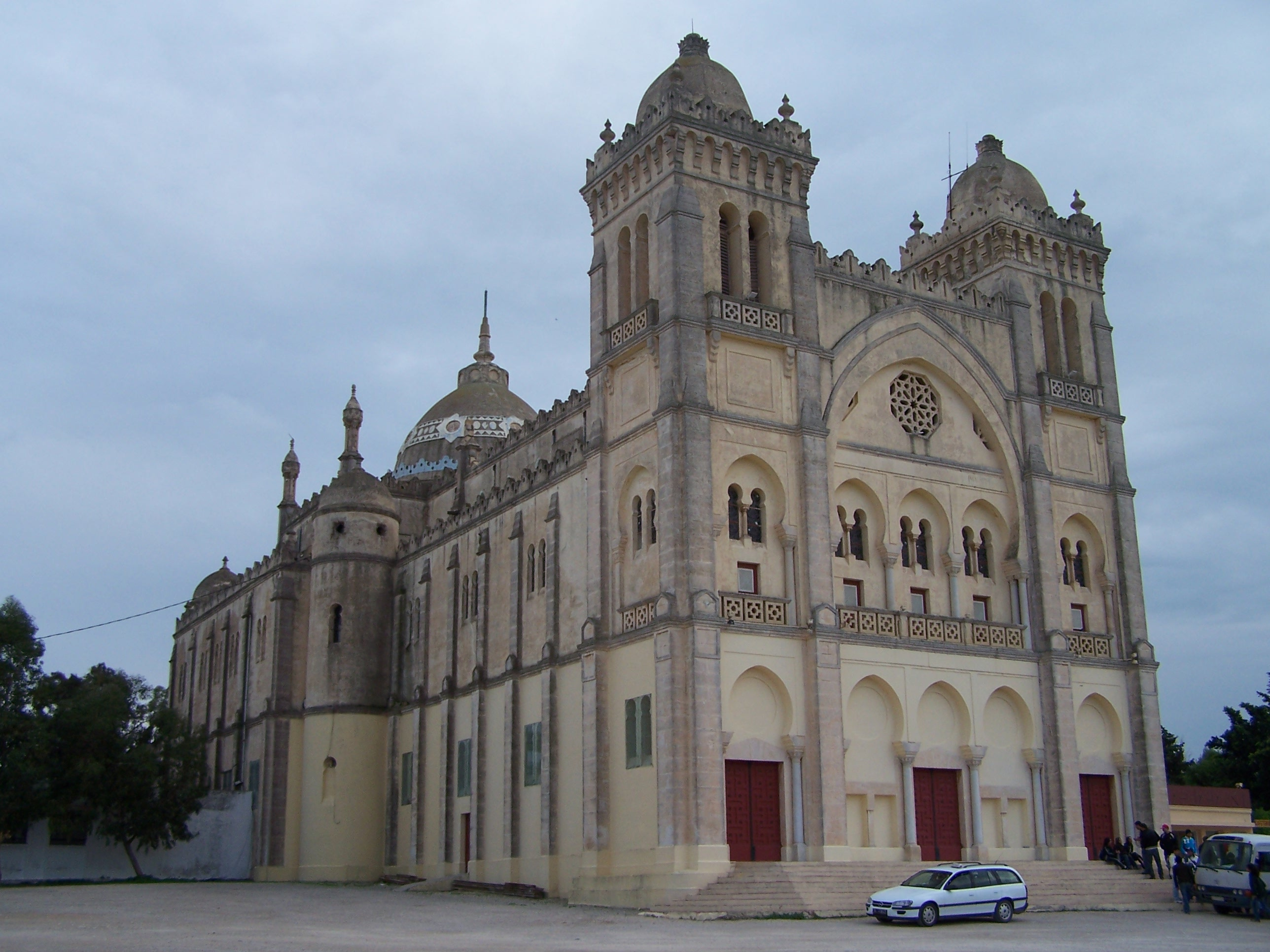
Cathédrale Saint-Louis de Carthage (Tunisie).

- Le nombre de chrétiens en Tunisie représente 0,5 % de la population totale. Toutefois, les conversions au christianisme y seraient moins nombreuses que dans d'autres pays[39].

## Les grands noms du christianisme au Maghreb

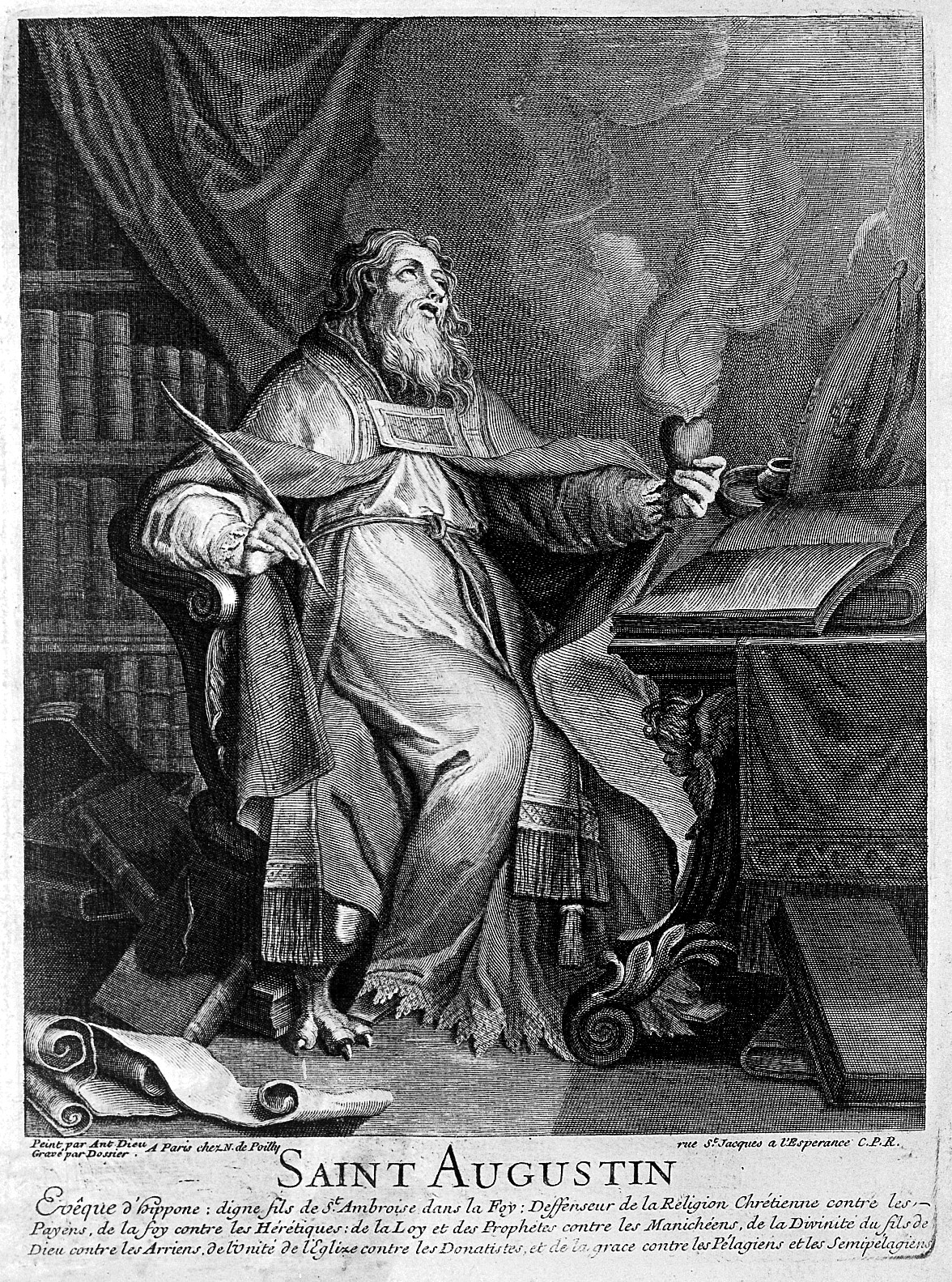
Saint augustin d'Hippone.

Avant l'arrivée de l'islam dans la région, la plupart des groupes berbères étaient soit chrétiens, juifs ou animistes, et un certain nombre de théologiens berbères furent des figures importantes dans le développement du christianisme occidental. En particulier, l'évêque Donatus Magnus qui fut le fondateur d'un groupe chrétien connu sous le nom de donatistes. L'Église catholique du IVe siècle qualifiait les donatistes, d'hérétiques, et la dispute a mené à un schisme dans l'église, divisant les chrétiens libyques. Ils sont directement liés aux circoncellions, une secte qui a travaillé sur la diffusion de la doctrine en Afrique du Nord par la force de l'épée.
Augustin d'Hippone (Hippo étant la ville moderne d'Annaba) : les historiens sont généralement d'accord pour dire qu'Augustin, et sa famille, étaient berbères,,,, mais qu'ils étaient fortement romanisés. Il est reconnu comme un saint et un docteur de l'Église (depuis 1295) par le catholicisme romain et la communion anglicane, et vénéré par les réformés ; il était un adversaire résolu du donatisme,.
« De tous les pères de l'église, Saint Augustin était le plus admiré et le plus influent au Moyen Age. Augustin était un étranger, un nord-africain natal dont la famille n'était pas romaine, mais berbère. Il était un génie - un géant intellectuel ».
Arius, un autre théologien chrétien ancien, qui était considéré comme un hérétique par l'Église chrétienne, était très probablement d'origine berbère libyenne. Un autre clerc berbère, Saint Adrien de Cantorbéry, a voyagé en Angleterre, et a joué un rôle significatif dans le début de son histoire religieuse médiévale.

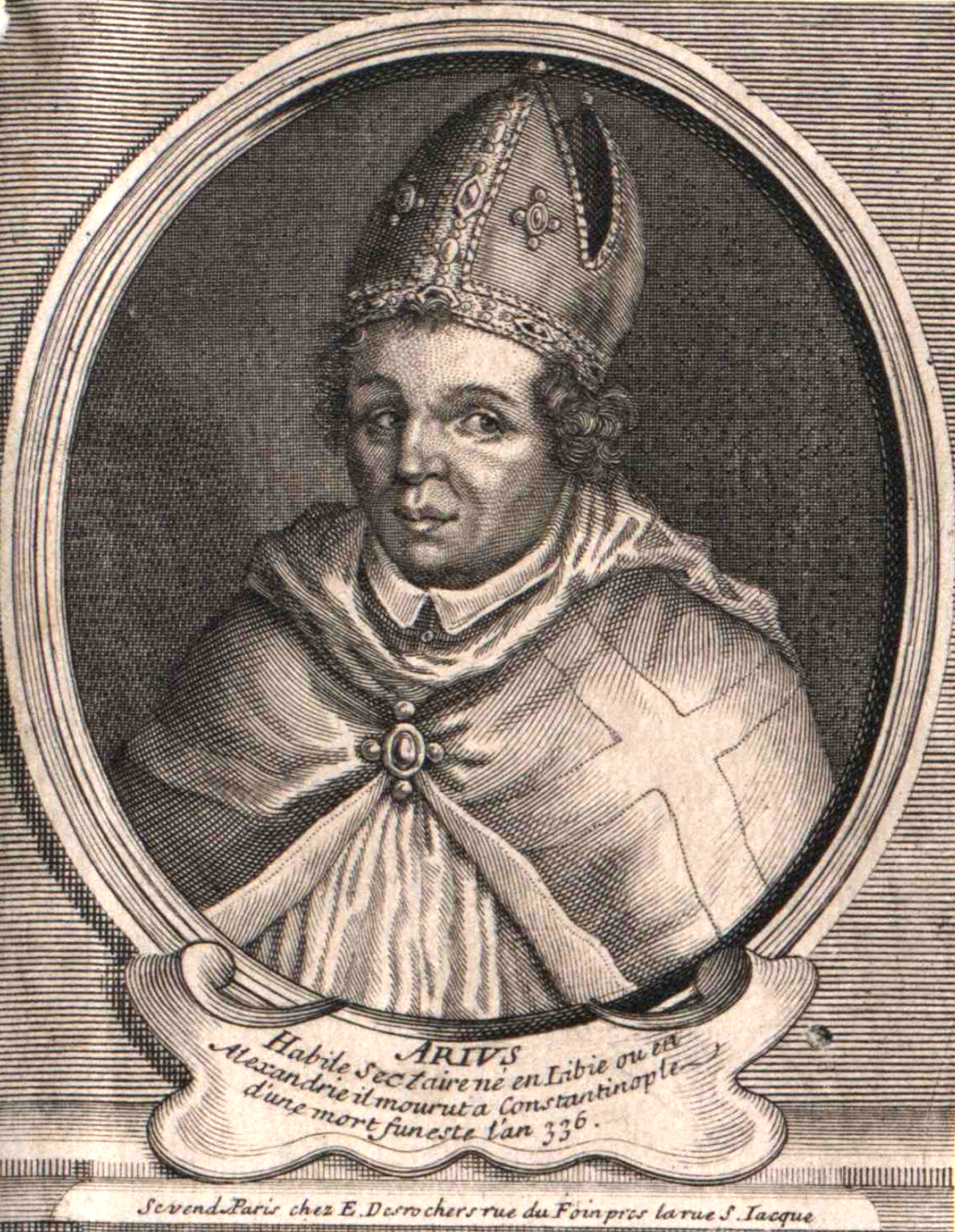
Arius.

Quintus Septimius Florens Tertullianus (connu sous le nom de Tertullien), était un auteur prolifique de Carthage, dans la province romaine d'Afrique, et fut le premier auteur chrétien à produire un vaste corpus de littérature chrétienne latine. Il était également un apologiste chrétien précoce et un polémiste contre l'hérésie, y compris le gnosticisme chrétien contemporain. Tertullien a été appelé « le père du christianisme latin » et « le fondateur de la théologie occidentale ».
Sabellius était un prêtre du IIIe siècle et théologien, qui a probablement enseigné à Rome, peut avoir été d'origine berbère. Basile de Césarée et Théodoret de Cyr l'appellent le « Libyen de Pentapolis ». Ce que l'on sait de Sabellius, est principalement tiré des écrits polémiques de ses adversaires.